# Molgula pigafettae
Molgula pigafettae är en sjöpungsart som beskrevs av Monniot 1983. Molgula pigafettae ingår i släktet Molgula och familjen kulsjöpungar. Inga underarter finns listade i Catalogue of Life.